# Calathea roseopicta
Calathea roseopicta  es una especie fanerógama de la familia Marantaceae. Es originaria del noroeste de Brasil. 

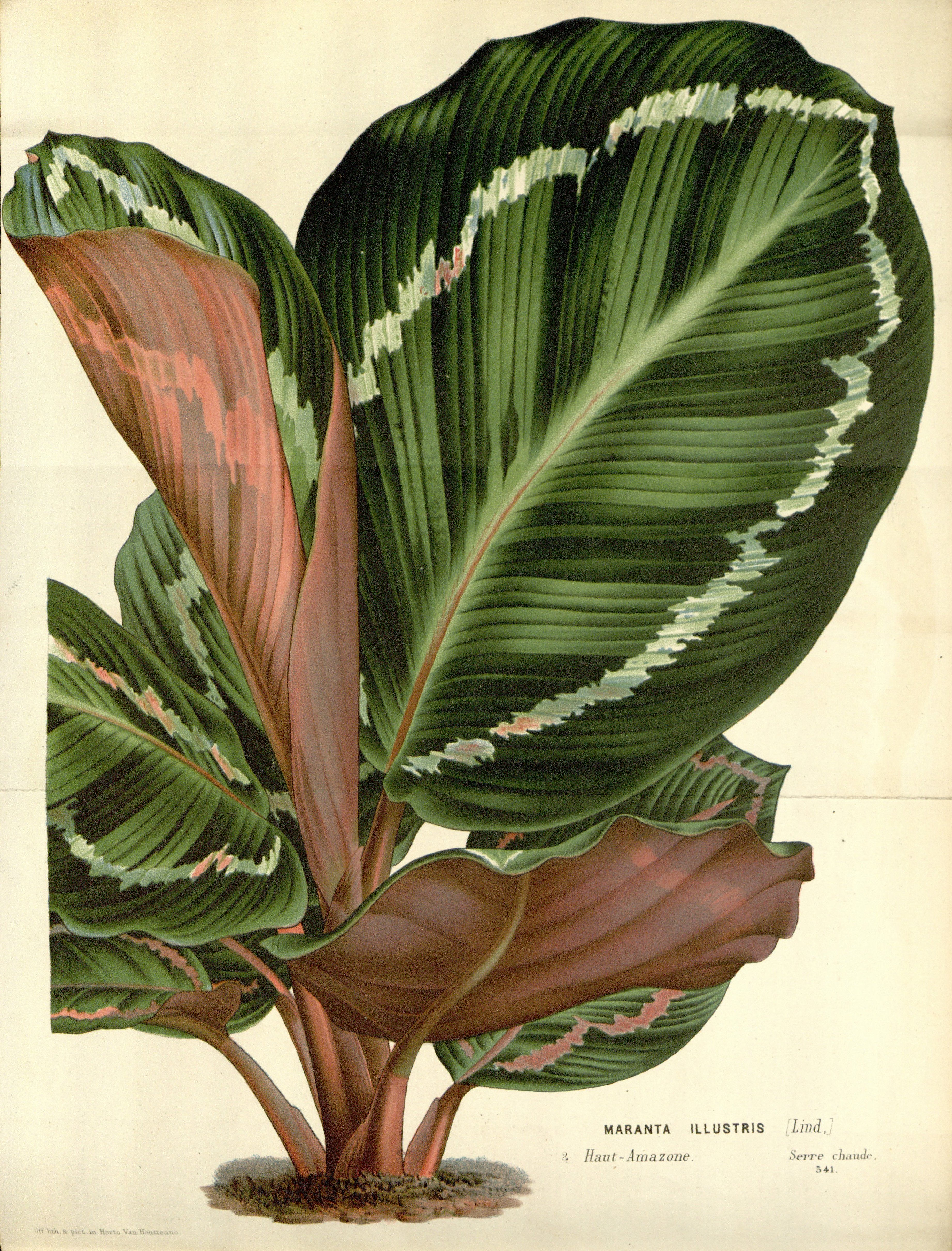
Ilustración

## Descripción
Es un grupo de hojas perennes que alcanzan un tamaño de 50 cm de longitud. Las grandes hojas redondeadas son de color verde oscuro por encima, y rojo abajo, marcadas en gran medida con rayas crema o  rosa "pintado" a lo largo de las venas y estómago, con márgenes de plumas. Es tierna, tolera  una temperatura mínima de 16 °C , y en templadas zonas se cultiva en interiores como planta de interior.

La planta ha ganado el premio de la Award of Garden Merit concedido por la Royal Horticultural Society.

## Taxonomía
Calathea roseopicta fue descrita por (Linden) Regel y publicado en Gartenflora 18: 97, t. 610. 1869.
Sinonimia
- Calathea illustris (Linden) N.E.Br.
- Maranta illustris Linden
- Maranta roseopicta Linden
- Maranta wagneri Veitch ex Regel
- Phyllodes roseopicta (Linden) Kuntze[4][5]